# V-Varen Nagasaki
Maillots
Actualités
Le V-Varen Nagasaki (Ｖ・ファーレン長崎) est un club japonais de football basé à Nagasaki, capitale de la préfecture du même nom. Le club évolue en J.League 2. 

## Historique
En 2005 le club est fondé sous le nom pour V-Varen Nagasaki avec les restes du Ariake SC et a rejoint la J. League 2 en 2013 en étant champion de la JFL 2012. Le nom de l'équipe V est un acronyme pour VITORIA, qui signifie victoire en portugais, et VREDE, qui signifie paix en néerlandais, et le mot néerlandais VAREN, qui signifie voyage. Cela signifie un voyage vers la victoire en envoyant la paix depuis Nagasaki, le premier port commercial international du Japon, et en portant les rêves et les espoirs des citoyens de la préfecture. L'emblème est basé sur le motif du canard mandarin, qui est un oiseau de la préfecture de Nagasaki.
Depuis 2013 le club reste sur une place de vice-champion de J.League 2 en 2017 mais est relégué directement la saison d'après en 2018.

## Palmarès
| Compétitions nationales                                                                                                   | Compétitions internationales |
| - Championnat du Japon de deuxième division (0) - Vice-champion : 2017 - Championnat du Japon de D3 (1) - Champion : 2012 | - Néant                      |

## Joueurs et personnalités du club

### Entraîneurs
Le tableau suivant présente la liste des entraîneurs du club depuis 2005.
| Rang | Nom                   | Période   |
| ---- | --------------------- | --------- |
| 1    | Fumiaki Iwamoto       | 2005-2008 |
| 2    | Yoshinori Higashikawa | 2008-2009 |
| 3    | Takeshi Okubo         | 2009      |

| Rang | Nom             | Période   |
| ---- | --------------- | --------- |
| 4    | Fumiaki Iwamoto | 2009-2010 |
| 5    | Toru Sano       | 2010-2013 |
| 6    | Takuya Takagi   | 2013-2019 |

| Rang | Nom               | Période   |
| ---- | ----------------- | --------- |
| 7    | Makoto Teguramori | 2019-2021 |
| 8    | Takayuki Yoshida  | 2021      |
| 9    | Kazuki Sato       | 2021      |

| Rang | Nom             | Période             |
| ---- | --------------- | ------------------- |
| 10   | Hiroshi Matsuda | mai 2021-juin 2022  |
| 11   | Takeo Harada    | juin 2022           |
| 12   | Fábio Carille   | juin 2022-déc. 2023 |

### Joueurs emblématiques
- Masaki Fukai
- Takeo Harada
- Rui Komatsu
- Shota Matsuhashi
- Hiroshi Morita
- Yusuke Murakami
- Satoshi Nakayama
- Tatsuya Sakai
- Yukihiko Sato
- Hideki Tsukamoto
- Taikai Uemoto
- Baek Sung-dong
- Lee Yong-jae
- Ri Yong-jik
- Victor Ibarbo
- Michael Fitzgerald
- Srđa Knežević

## Bilan saison par saison
Ce tableau présente les résultats par saison du V-Varen Nagasaki dans les diverses compétitions nationales et internationales depuis la saison 2013.
| Saison | Championnat | Championnat | Championnat | Championnat | Championnat | Championnat | Championnat | Championnat | Championnat | Championnat | Coupe du Japon      | Coupe de la Ligue |
| Saison | Division    | Pos         | Pts         | J           | V           | N           | D           | BP          | BC          | Diff.       | Coupe du Japon      | Coupe de la Ligue |
| ------ | ----------- | ----------- | ----------- | ----------- | ----------- | ----------- | ----------- | ----------- | ----------- | ----------- | ------------------- | ----------------- |
| 2013   | J2 League   | 6e          | 66          | 42          | 19          | 9           | 14          | 48          | 40          | +8          | 2e tour             | -                 |
| 2014   | J2 League   | 14e         | 52          | 42          | 12          | 16          | 14          | 45          | 42          | +3          | Huitièmes de finale | -                 |
| 2015   | J2 League   | 6e          | 60          | 42          | 15          | 15          | 12          | 42          | 33          | +9          | 2e tour             | -                 |
| 2016   | J2 League   | 15e         | 47          | 42          | 10          | 17          | 15          | 39          | 51          | -12         | 2e tour             | -                 |
| 2017   | J2 League   | 2e          | 80          | 42          | 24          | 8           | 10          | 59          | 41          | +18         | 2e tour             | -                 |
| 2018   | J1 League   | 18e         | 30          | 34          | 8           | 6           | 20          | 39          | 59          | -20         | 3e tour             | Phase de groupe   |
| 2019   | J2 League   | 12e         | 56          | 42          | 17          | 5           | 20          | 57          | 61          | -4          | Demi-finales        | Tour préliminaire |
| 2020   | J2 League   | 3e          | 80          | 42          | 23          | 11          | 8           | 66          | 39          | +27         | -                   | -                 |
| 2021   | J2 League   | 4e          | 78          | 42          | 23          | 9           | 10          | 69          | 44          | +25         | 4e tour             | -                 |
| 2022   | J2 League   | 11e         | 56          | 42          | 15          | 11          | 16          | 50          | 54          | -4          | 4e tour             | -                 |
| 2023   | J2 League   | 7e          | 65          | 42          | 18          | 11          | 13          | 70          | 56          | +14         | 2e tour             |                   |
| 2024   | J2 League   | 3e          | 75          | 38          | 21          | 12          | 5           | 74          | 39          | +35         | 4e tour             | Tour préliminaire |
| Saison | Division    | Pos         | Pts         | J           | V           | N           | D           | BP          | BC          | Diff.       | Coupe du Japon      | Coupe de la Ligue |
| Saison | Championnat |             |             |             |             |             |             |             |             |             | Coupe du Japon      | Coupe de la Ligue |